# Marquês de Santa Iria
Marquês de Santa Iria foi um título nobiliárquico criado em 4 de Abril de 1833 pela rainha D. Maria II de Portugal a favor de D. Luís Roque Sousa Coutinho Monteiro Paim, 1.º Marquês de Santa Iria e 3.º Conde de Alva.
Titulares
1. D. Luís Roque Sousa Coutinho Monteiro Paim (1783-1850), 3.º Conde de Alva
2. José Luís de Vasconcelos e Sousa (1888-?)

Após a instauração da República e o fim do sistema nobiliárquico, foram pretendentes ao título José Luís Andrade de Vasconcelos e Sousa (1924-2006) e, atualmente, José Luís de Melo de Vasconcelos e Sousa.